# Yogetor
Yogetor Wesolowska & Russell-Smith, 2000 è un genere di ragni appartenente alla famiglia Salticidae.

## Distribuzione
Le due specie oggi note di questo genere sono state rinvenute in Tanzania e in Etiopia.

## Tassonomia
A dicembre 2010, si compone di due specie:
- Yogetor bellus Wesolowska & Russell-Smith, 2000[2] — Tanzania
- Yogetor spiralis Wesolowska & Tomasiewicz, 2008 — Etiopia